# Garth Joseph
Garth McArthur Fitzgerald Joseph, né le 8 août 1973 à Roseau (Dominique), est un joueur dominiquais de basket-ball. Il mesure 2,18 m.

## Université
- 1994 - 1997 :  University of Saint Rose (NCAA 2)

## Clubs successifs
- 1997 - 1998 :  Peristeri Athènes (ESAKE)
- 1998 - 1999 :  Mansfield Hawks (IBA) puis  Atlantic City Seagulls (USBL)
- 1999 - 2000 :  Trenton Shooting Stars (IBL)
- 2000 - 2001 :  Raptors de Toronto (NBA) puis  Nuggets de Denver (NBA) puis  Washington Wizards (NBA)
- 2001 - début 2005 :  Shaanxi Kylins
- 2005 :  Chalon-sur-Saône (Pro A)
- 2005 - ???? :   Saba Battery BC

## Palmarès
- Champion IBA en 1999
- Sélectionné dans la 2e équipe all-star d'IBA en 1999
- Sélectionné dans l'équipe défensive d'USBL en 1999

## Sources
- Maxi-Basket
- Le journal de Saône-et-Loire